# Chiconcuac
Chiconcuac é um município do estado do México, no México.

## História
A história da região é traçada a partir da chegada do Chichimecas lideradas por Xolotl, origem da família reinante de Tezcoco, e mais tarde do Acolhua, do Oeste. Ao se relacionar com os toltecas, formaram a linhagem tolteca-chichimeca da qual houve descendência. Acredita-se que a cidade tenha sido fundada pelos toltecas no século VIII d.C.
Durante o período colonial, Chiconcuac foi um importante centro agrícola e pecuário e também desempenhou um papel fundamental na rota comercial entre a Cidade do México e Acapulco.

## Economia
O município de Chiconcuac mantém as suas principais relações comerciais com a Ásia. Em 2016, de acordo com o Ministério da Economia, os principais países de origem das importações foram a China (US$ 5,71 milhões), Coreia do Sul (US$ 720 milhares) e Hong Kong (US$ 111 milhares).